# Walgett Shire
Walgett Shire är en kommun i Australien. Den ligger i delstaten New South Wales, i den sydöstra delen av landet, omkring 540 kilometer nordväst om delstatshuvudstaden Sydney. Antalet invånare var 6 107 vid folkräkningen 2016.
Följande samhällen finns i Walgett:
- Lightning Ridge
- Walgett
- Collarenebri
- Cumborah
- Carinda
- Burren Junction